# 루빈 콜윌
루빈 제임스 콜윌(영어: Rubin James Colwill, 2002년 4월 27일 ~ )은 웨일스의 축구 선수이다. 포지션은 윙어이며, 현재 잉글랜드 EFL 챔피언십의 카디프 시티 FC에서 뛰고 있다.